# ゴクラクバト
ゴクラクバト（学名：Otidiphaps nobilis）は、ハト目ハト科に分類される鳥類。ゴクラクバト1種でゴクラクバト属（Otidiphaps）を形成している。

## 分布
ニューギニアとその周辺の島々に分布している。

## 特徴
うなじ以外の全身の羽は主に青色と赤色で、非常に鮮やかな体色をしている。うなじの部分の羽の色は、知られている4亜種でそれぞれ異なる。

## 亜種
- O. n. nobilis - うなじの羽の色は緑。
- O. n. aruensis  - アルー諸島に生息。うなじの羽の色は白。
- O. n. cervicalis - うなじの色は灰色。
- O. n. insularis（クロエリゴクラクバト[注 1]） - ファーガソン島に生息。うなじの色は黒。

## 人間との関係
ファーガソン島に生息するゴクラクバトの仲間「クロエリゴクラクバト 」は、1882年に発見が報告されて以来生息が確認できていなかったが、2022年にアメリカの環境団体や鳥類学研究所などの調査チームによって140年ぶりに生息が確認され、その姿を動体記録カメラで撮影することに成功した。詳しい生態や生息数などは分かっていないが、環境の変化などによって生息数は減少しており絶滅の危機に瀕しているものとみられている。

## 画像

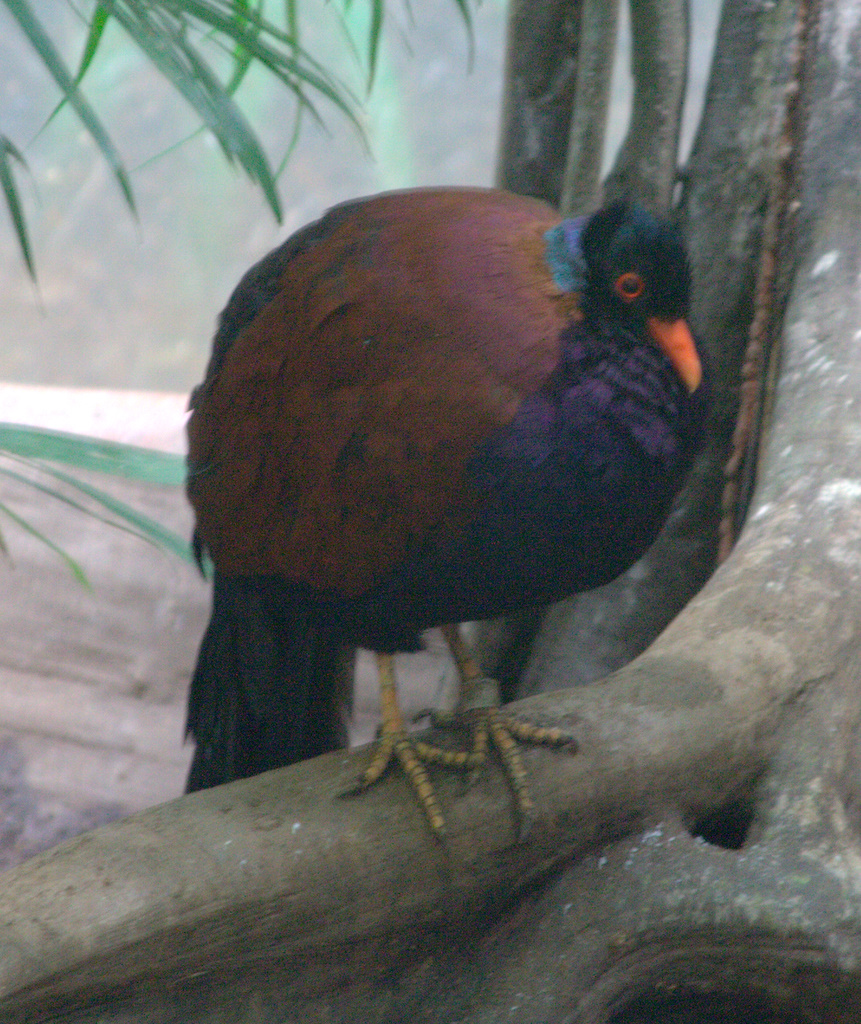
O. n. nobilis(ブロンクス動物園で撮影)
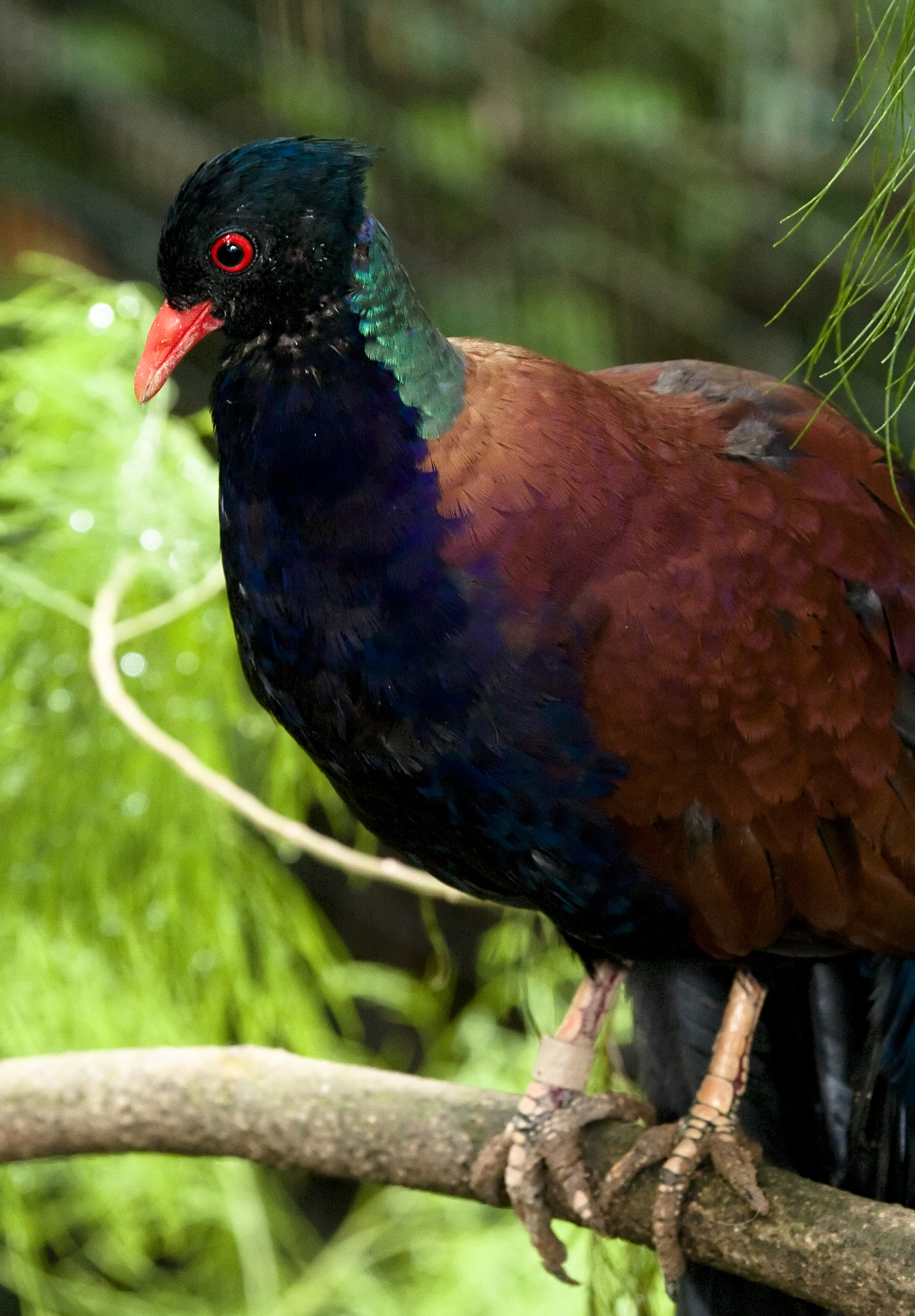
O. n. nobilis（ジュロン・バードパークで撮影）
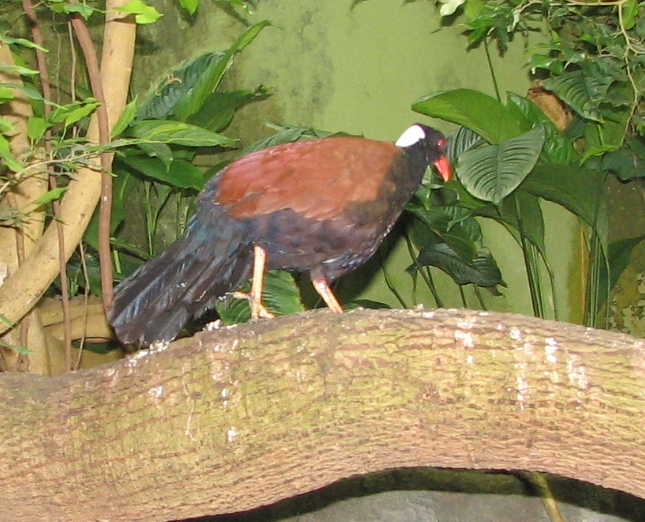
O. n. aruensis （シンシナティ動物園で撮影）